# Ruồi nhà
Ruồi nhà (cũng gọi là ruồi nhà thông thường), tên khoa học Musca domestica, là một loài ruồi trong phân bộ Cyclorrhapha. Được cho là đã tiến hóa từ Đại Tân Sinh ở vùng Trung Đông và đã phân bố ra khắp thế giới, nó là loài ruồi phổ biến nhất trong tất cả các loài họ ruồi nhà, chiếm khoảng 91% tất cả các loài ruồi trong nơi ở của con người. Ruồi nhà được coi là một dịch hại có thể mang bệnh hiểm nghèo do cơ thể chúng mang nhiều mầm bệnh.
Ruồi nhà trưởng thành có màu xám đen với bốn sọc sẫm màu trên ngực, thân ít lông và một đôi cánh màng. Chu kỳ sinh sản của ruồi nhà là chu kỳ biến thái hoàn toàn. Mỗi con ruồi cái trưởng thành bắt đầu đẻ những quả trứng màu trắng hình bầu dục vào bãi rác, phân hay xác động vật phân hủy. Trứng nở ra dòi trong khoảng 8 – 48 giờ sau khi đẻ. Sau khoảng 2 đến 5 ngày chúng trở thành nhộng dài khoảng 8 mm. Con trưởng thành thường sống từ 2 đến 4 tuần nhưng có thể tạm dừng hoạt động vào mùa đông.

## Mô tả

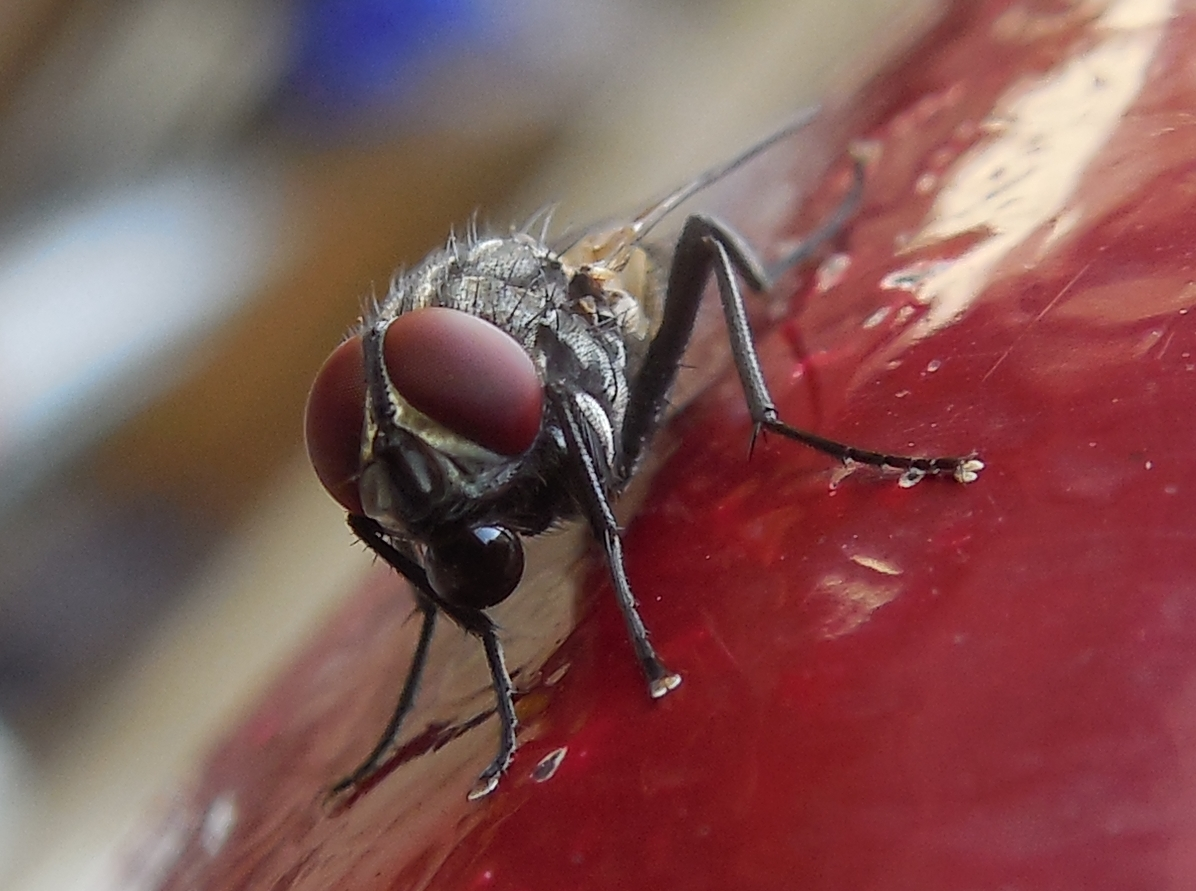
Mặt trước của ruồi ở Chennai

Con trưởng thành có chiều dài khoảng 5–8 mm. Ngực của chúng có màu xám hoặc thậm chí đôi khi màu đen, với bốn dòng tối dọc ở mặt sau. Toàn bộ cơ thể được bao phủ bởi lông giống như tóc. Con cái hơi lớn hơn con đực, và có một khoảng trống lớn hơn nhiều giữa mắt kép màu đỏ của chúng. Khối lượng của nhộng có thể dao động từ khoảng 8–20 mg điều kiện khác nhau.
Như những loài Diptera(có nghĩa là "hai cánh") khác, ruồi nhà chỉ có một đôi cánh, cặp cánh sau bị tiêu giảm xuống rằng trợ giúp cho việc bay ổn định.